# Vliegtuigcrash op de Glungezer
De vliegtuigcrash op de Glungezer vond plaats op 29 februari 1964 toen een toestel van het type Bristol Britannia 312 van British Eagle International Airlines zich op 2600 meter hoogte boorde in de oostflank van de Glungezer, de hoogste bergtop van de Tuxer Alpen, ten zuidoosten van Innsbruck. Alle 83 inzittenden, waaronder Britse wintersporttoeristen en acht bemanningsleden, kwamen om het leven.
British Eagle-vlucht 802/6 verliet om 12:04 GMT de luchthaven Londen, met bestemming Innsbruck. Om 13:37 vroeg men aldaar aan de luchtverkeersleiding toestemming om de daling te starten. Tegelijkertijd vroeg men toestemming om over te gaan van Instrument flight rules (IFR) naar Visual flight rules (VFR). Om 14:12 had het toestel voor het laatst contact met de verkeerstoren. Het toestel zette de daling voort, maar kwam voortijdig in botsing met de flank van de Glungezer. De daarop volgende lawine nam veel van de slachtoffers en brokstukken mee naar beneden.
Als oorzaak van de ramp wordt aangenomen dat de piloot ondanks de laaghangende bewolking en soms zelfs dichte mist lager vloog dan de minimum voorgeschreven vlieghoogte die bij dit soort weersomstandigheden was toegestaan. De weercondities ter plaatse verhinderden waarschijnlijk een veilige vlucht onder VFR regels, waardoor het vliegtuig in aanraking kwam met het terrein.